# Maija Runcis
Maija Runcis, född den 27 maj 1952, är en svensk historiker.
Maija Runcis är docent i historia vid Stockholms universitet. Hennes avhandling Steriliseringar i folkhemmet (1998) undersökte tvångssterilisering i Sverige 1935–1975 och hennes forskning har därefter behandlat svensk socialhistoria ur minoriteters och marginaliserades perspektiv.